# کایجی
قمار آخرالزمانی: کایجی (به انگلیسی: Gambling Apocalypse: Kaiji) مجموعه مانگا ژاپنی نوشته و تصویرگری نوبویوکی فوکوموتو است که از فوریه ۱۹۹۶ در هفته‌نامه یانگ مگزین در حال انتشار است. داستان در مورد یک قمارباز به نام کایجی ایتو و ماجراهای بدبیاری او در قمار است. مانگا کایجی شامل شش سری است که آخرین سری در سال ۲۰۱۷ شروع به انتشار کرده است. دو سری اول مانگا در دو مجموعه تلویزیونی انیمه در ۲۶ قسمت توسط استودیو مدهاوس اقتباس شدند و از شبکه نیپون تلویژن پخش شدند. همچنین یک فیلم لایو اکشن با اقتباس آزاد از این اثر به اکران درآمده است.
تا اکتبر ۲۰۲۳، این اثر بیش از ۳۰ میلیون نسخه به فروش رسانده که آن را به یکی از پرفروش‌ترین مجموعه‌های مانگا تبدیل کرده است. در سال ۱۹۹۸، کایجی بیست و دومین جایزه مانگای کودانشا را برای دسته عمومی دریافت کرد.

## داستان
کایجی ایتو، سه سال پس از فارغ‌التحصیلی از دبیرستان و نقل مکان به توکیو برای یافتن شغل، نمی‌تواند شغل ثابتی پیدا کند زیرا ژاپن در اولین رکود خود از زمان جنگ جهانی دوم فرورفته است. کایجی افسرده می‌شود و وقت خود را با قمار، مشروبات الکلی و سیگار می‌گذراند تا اینکه یک نزول‌خوار سراغ او می‌آید و خواستار پس دادن پولی که کایجی برای دوستش به عنوان ضامن امضا کرده می‌کند. نزول‌خوار که متوجه می‌شود کایجی پولی ندارد دو راه در مقابل او قرار می‌دهد: ده سال را صرف بازپرداخت این بدهی کند یا سوار کشتی قمار برای تسویه بدهی شود. کایجی که چاره ای ندارد تصمیم می‌گیرد سوار کشتی بشود و ماجراجویی قماربازی او آغاز می‌شود.